# Job Amupanda

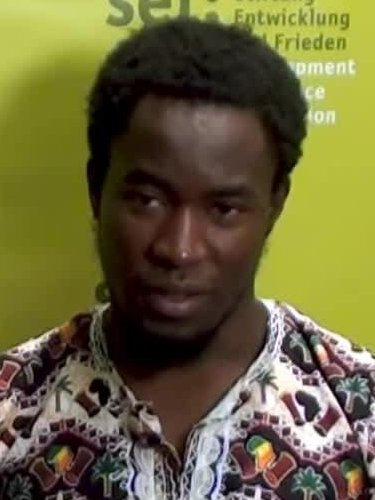
Amupanda (2017)

Job Shipululo Amupanda (* 28. August 1987 in Omaalala, Südwestafrika) ist ein namibischer Aktivist und Radikalist. Er war vom 2. Dezember 2020 bis 1. Dezember 2021 Bürgermeister der Hauptstadt Windhoek.
Ambupanda ist Mitgründer und Vorsitzender der 2014 gegründeten Bewegung Affirmative Repositioning, nachdem er seinen Vorsitz bei der Jugendliga der regierenden SWAPO abgab und der Partei im Streit den Rücken gekehrt hat. Seitdem setzt er sich radikal für die Rechte der Landlosen ein und verlangt eine umfassende Umverteilung des Wohlstandes von den weißen an die schwarzen Namibier.
Während Amupanda Bürgermeister von Windhoek war, trat er deutlich gemäßigter auf und setzte sich unter anderem gegen illegale Landbesetzung ein, die er zuvor immer befürwortete.
Amupanda erreichte bei der Präsidentschaftswahl in Namibia 2024 mit 1,77 Prozent der Stimmen den fünften Platz.